# 茨城ごじゃっぺカルテット
『茨城ごじゃっぺカルテット』（いばらきごじゃっぺカルテット）は、豚もうによる日本の漫画作品。小学館の漫画配信サイト『裏サンデー』およびコミックアプリ『マンガワン』より2020年3月24日から2023年11月21日まで連載された。作者の地元である茨城県が舞台になっている。

## あらすじ
茨城県に引っ越してきた猿島ノブエは茨城県に対して大きな勘違いをしていた。しかし、地元の友人たちと出会うことで茨城県に対するイメージが変わり、郷土研究部の活動を通して茨城県の名所を紹介する記事をつくることとなる。

## 登場人物

### 郷土研究部
担任の先生に半ば強引に作られた部。主に茨城の魅力を発見するために各地を訪問し、それを記事にするのが部活内容。現在のところメンバーは2年生4人（「ごじゃっぺカルテット」の由来でもある）。行き当たりばったりで作った部であるため一度は廃部に追い込まれたが、ノブエたちの尽力によって正式に部として認められることとなる。しかし4人しかいないため卒業すると廃部になる危険性がある部活でもある。
猿島ノブエ（さしま のぶえ）
本作の主人公。通称「ノブちゃん」。東京生まれ東京育ち。親の転勤に従って茨城県坂東市に引っ越すことになる（その際に髪を染めた）。
当初は、茨城県に対してヤンキーが多いと勘違いをしていた（そのせいで転校での自己紹介がヤンキーっぽくなってしまった）が、友人たちと接することで茨城へのイメージを変えていく。その後、先生に頼まれ郷土研究部を作り、部長になる。
天然な性格で口癖は「わはー」。ツインテールで髪を染めているが、本来は黒髪で地味な髪形で、染める前と後で結構印象が変わる。そのため別人と認識されることも。家が遠いため免許を取る前は自転車で2時間かけて登校していた。そのおかげなのか意外と体力があり、八坂公園ではその能力を発揮した。
一人称が「ウチ」な理由は、茨城県で一人称をウチと呼ぶ地域が存在するため。そのためなのか初期設定はヤンキーっぽい地元出身のハイテンションなキャラだった。
水海道カホ（みつかいどう かほ）
高校の同級生でノブエの友人。ノブエが転校先で最初に出会った人物で、その際にノブエの姿を見て「とっぽい（不良っぽい）」と呼んでしまう。家が遠いためバイクで登下校をしている。
一見クールだが実はボケキャラというギャップの大きい人物。他の運動部から助っ人として誘われるケースが多いため、運動神経は高い。またクールなルックスのため男女問わず人気の的である。ノブエは他の部活に入っていると勘違いしていたため最初はカホを誘わなかったが、助っ人ということが分かり再度、郷土研究部に誘った。
初期設定ではカホが転校生であり性格も地味だった。
三和ミノリ（さんわ ミノリ）
ノブエの友人。ショートヘアとヘアピンが特徴。登場人物の中では常識人で基本的にツッコミ役だが、それゆえに一番損な役回りを担ってしまうことも。ノブエに誘われて郷土研究部に入る。実家が駄菓子屋で研究部の集合場所にもなっている。
メインキャラの中では初期の時点で外見と性格、立ち位置共にほぼ変わっていない。名字、名前共に自治体の名称から来ている唯一の登場人物でもある。
岩井スズラン（いわい スズラン）
ノブエの友人でミノリとは幼馴染。小柄でロングヘアーなのが特徴。ハイテンションな自信家で何かと仕切りたがるが意外と素直な性格。人前で茨城弁をしゃべることに抵抗がない。実家は農業を営んでいる。ミノリと共に郷土研究部に入り、部員募集のビラをつくるなどの活躍を見せる。
初期設定ではボブカットで少しおとなしめな印象。キツい茨城弁をしゃべる点は初期から変わっていない。
先生
ノブエたちのクラスの担任。本名は不明。体育会系らしいノリで常にジャージを身に着けている。自分がバスケ部の担任にされそうになったため、ノブエに頼んで部長に任命し部を成立させた郷土研究部設立の張本人。そのお礼なのか、原付免許を取ったノブエに自分のスクーター（ヤンキー仕様）をプレゼントしている。
目的地が遠距離の場合は先生の車に乗せてもらうことが多い。

### 生徒会
2巻（11話）で登場。メンバーは会長のリリカと副会長のスミレ、書記のユウリの3人。23話でリリカが卒業した後は2年生になったユウリが会長に昇格、新たにミチヨが書記に選ばれている。
総和リリカ（そうわ リリカ）
生徒会会長で3年生。ツインテールにワンレンヘアーの小柄な人物。釣り目で一見きつそうな印象だが面倒見がよく親切。先生の強引な部の成立に異を唱え、一度は郷土研究部を廃部にしようとしたが、ノブエたちの懸命な姿を見てチャンスとして部活動のレポート提出という課題を出している。
23話で卒業したが、茨城大学でノブエと再会することに。
下館ユウリ（しもだて ユウリ）
書記で1年生。敬語で話すが物事をはっきり言う性格。オセロのことを知っているなど物知りキャラでもある。他の2人より1話早く登場したが、その時はカホと付き合うために登場（その際にカホは、髪を元に戻したノブエに「彼女と付き合ってる」と嘘をついてごまかした）。
石下スミレ（いしげ スミレ）
通称「スーミン」。副会長で2年生。大柄でスズラン以上にキツイ茨城弁をしゃべる。巨漢なわりにはメンタルが弱く、感情の浮き沈みが激しく涙もろい。スズランとミノリとは幼馴染。同学年なのか郷土研究部との共演が多い。
千代川ミチヨ（ちよかわ ミチヨ）
32話から登場した1年生。ユウリが会長に昇格した際に新入生から選ばれ、空席だった書記に任命される。無口でおとなしめな性格でスズランより小柄。読書が趣味だが意外とマニアックなものを好む。

## 主な訪問場所
登場順に紹介。
八坂公園（坂東市）
坂東市にある運動公園。通称「恐竜公園」。ノブエたちはこの場所でトレーニングをしていた。
牛久大仏（牛久市）
免許取得記念で牛久までツーリング。大仏の中にも入っている。途中でセイコーマートが登場する。
大洗町
バイクで行くには遠いため電車を乗り継いで移動。大洗海岸とアクアワールドを見物。
筑波山（つくば市）
山道が多いということで先生の車で移動。ロープウェイ乗り場付近にあるガマランドが登場。実際に筑波山にも登っている。
境町
河川でセグウェイに搭乗、その後道の駅さかいで食事をした。ドラマの撮影現場でも有名。
将門まつり（坂東市）
図書館で将門まつりのことを調べ、そのことをレポートに。そのレポートで郷土研究部の存続が決定する。
袋田の滝（大子町）
北部にあるため先生の車で移動。道の駅奥久慈だいごも登場。
偕楽園（水戸市）
リリカの卒業記念に訪れた場所。桜の名所であり、そこで花見をしている。
坂東郷土館「ミューズ」（坂東市）
猿島図書館と体育館が登場。そこでバスケの練習試合をした。
つくばわんわんランド（つくば市）
平坦な場所にあるためバイクで移動。数十種類の犬や猫を見たり触ったりできる。
鹿嶋市、行方市
遠いため先生の車で移動。鹿島神宮となめがたファーマーズヴィレッジが登場。
茨城大学（水戸市）
体験入学のため訪問。ノブエはそこで意外な人物に出会うことに。
ひたちなか海浜公園（ひたちなか市）
受験勉強からの気分転換に訪れた。阿字ヶ浦駅にある鉄道神社にも訪れている。
真岡鉄道（筑西市→茂木町）
ノブエが汽車に乗りたいと発言したため行くことに。筑西市の市役所や道の駅もてぎにも訪れている。
笠間稲荷神社
受験合格祈願のために訪れた。

## コラボ
2022年7月19日から9月30日まで、関東鉄道常総線とのコラボを実施。本作の単行本第4巻の発売と関東鉄道創立100周年を記念して、スタンプラリーが開催された。
2023年3月17日から5月31日まで、関東鉄道と星野リゾート BEB5土浦とのコラボを実施。本作の単行本第5巻の発売と作中に星野リゾート BEB5土浦が登場したことを記念して、「指定のバス停を巡り合言葉を集める“バス停ラリー”」が開催された。
2023年9月1日から10月31日まで、茨城県坂東市とのコラボを実施。路線バス無料乗車のキャンペーンとふるさと納税の礼状が対象で、路線バス無料乗車のキャンペーンが開催された。
2024年3月19日から5月31日まで、関東鉄道、鹿島臨海鉄道、ひたちなか海浜鉄道、茨城県坂東市、ミュージアムパーク茨城県自然博物館とのコラボを実施。本作の単行本第6巻（最終巻）の発売を記念して、漫画に登場する駅や名所を巡ると、作者描き下ろしのイラストが入った「聖地訪問証」がもらえる。

## 書誌情報
- 豚もう『茨城ごじゃっぺカルテット』小学館〈裏サンデーコミックス〉、全6巻
  1. 2020年9月18日発売[2][3]、ISBN 978-4-09-850247-9
  2. 2021年4月12日発売[7]、ISBN 978-4-09-850503-6
  3. 2021年10月18日発売[8]、ISBN 978-4-09-850756-6
  4. 2022年7月19日発売[9]、ISBN 978-4-09-851201-0
  5. 2023年3月17日発売[10]、ISBN 978-4-09-851751-0
  6. 2024年3月19日発売[11]、ISBN 978-4-09-853165-3